# Valeri (arquitecte)
Valeri (en llatí Valerius) va ser un arquitecte romà nascut a Òstia.
Se sap que va construir un teatre cobert a Roma on es van fer un jocs organitzats per un Libó, segons explica Plini, que no indica quin Libó era. Probablement es tracta de Luci Escriboni Libó que va ser edil curul l'any 193 aC, i va celebrar els Ludi Magalensis com a ludi scenici per primera vegada, amb el seu col·lega Gai Atili Serrà.